# Уинслоу (Мэн)
Уинслоу (англ. Winslow) — город в округе Кеннебек в штате Мэн в США. По данным Бюро переписи населения США в 2010 году на площади 100,15 км² проживало 7 794 человека в 3 328 домашних хозяйствах.

## География
Уинслоу находится к северу от округа Кеннебек. На западе город ограничен рекой Кеннебек. Самое большой водоём города — это расположенный в центре пруд Патти. Поверхность слегка холмистая, без значительных возвышенностей.
Граничит на севере с Бентон, на восток с Альбион, на юго-востоке с Чайна, на юге с Вассалбороа, на юго-западе с Сидней, на западе с Уотервилем.

## Климат
Средняя температура в Уинслоу составляет от −7,2 ° C (19 ° по Фаренгейту) в январе до 20,6 ° C (69 ° по Фаренгейту) в июле. Это означает, что здесь примерно на 6 градусов прохладнее по сравнению с средним показателем в США. Снегопад в период с октября по май достигает двух с половиной метров, что более чем в два раза превышает среднюю высоту снежного покрова в США. Суточная продолжительность солнечного дня находится в нижней части диапазона значений в США.

## История
Форт Галифакс был первым укреплением, построенным в 1754 году в качестве форпоста у слияния рек Себастикук и Кеннебек по приказу губернатора Уильяма Ширли. Заселение началось медленно, сначала в непосредственной близости от форта. Этот район был частью приобретенного Кеннебеком у губернатора Брэдфорда Плимутской плантации в Массачусетсе. Самостоятельно образовался город 26 апреля 1771 года. Он был назван в честь генерала Джона Уинслоу, который командовал фортом Галифакс. Ранее назывался Тиконик.

## Экономика и инфраструктура
- Уинслоу находится на пересечении железной дороги Уикс-Миллс — Уинслоу и на железной дороги Брансуик — Скоухеган.
- В Уинслоу нет медицинских учреждений или больниц. Ближайшие находятся в Вотервилле.
- В Уинслоу есть Публичная библиотека Уинслоу, расположена на Галифакс-стрит[5].
- Школа Джорджа Дж. Митчелла в Уотервилле с классами от детского сада до третьего класса.
- Школа Альберта С. Холла в Уотервилле с классами с 4 по 5 класс.
- Неполная средняя школа в Уотервилле, с классами с 6 по 8 класс.
- Старшая средняя школа в Уотервилле, с 8 по 12 класс.
- Общественная школа Вассальборо, с классами от детского сада до 8-го класса.